# Tống Anh Hào
Tống Anh Hào (sinh ngày 24 tháng 9 năm 1956) là một thẩm phán người Việt Nam. Ông từng là Phó Chánh án Tòa án nhân dân tối cao Việt Nam (-2016), Thẩm phán Tòa án nhân dân tối cao của Việt Nam, thành viên Hội đồng Thẩm phán Tòa án nhân dân tối cao.

## Xuất thân
Ông sinh ngày 24 tháng 9 năm 1956, quê quán ở xã Tân Khánh Đông, thị xã Sa Đéc, Đồng Tháp. và hiện cư trú tại phường An Hòa, thành phố Sa Đéc. 

## Giáo dục
Ông có bằng cử nhân luật, thạc sĩ Luật.

## Sự nghiệp
Ông gia nhập Đảng Cộng sản Việt Nam vào ngày 27/7/1979.
Ông từng là Đại biểu Hội đồng nhân dân tỉnh Đồng Tháp khóa 4 nhiệm kì 1989-1994, Phó Trưởng ban Ban Pháp chế Hội đồng nhân dân tỉnh Đồng Tháp khóa 4, Bí thư Thị ủy Sa Đéc.
Ông từng là Chánh án Tòa án nhân dân tỉnh Đồng Tháp.
Ngày 16 tháng 2 năm 2009, ông được Chánh án Tòa án nhân dân tối cao bổ nhiệm giữ chức Chánh tòa Tòa phúc thẩm Tòa án nhân dân tối cao tại Thành phố Hồ Chí Minh thay thế ông Bùi Ngọc Hòa.
Ngày 26 tháng 6 năm 2015, Quốc hội Việt Nam khóa 13 đã bỏ phiếu phê chuẩn đề nghị của Chánh án Tòa án nhân dân tối cao Trương Hòa Bình về việc bổ nhiệm ông làm Thẩm phán Tòa án nhân dân tối cao, với tỉ lệ đại biểu Quốc hội bỏ phiếu đồng ý phê chuẩn là 89,47% (469 phiếu hợp lệ – 3 phiếu không hợp lệ; 442 phiếu đồng ý – 27 phiếu không đồng ý). Lúc này ông đang là Ủy viên Ban Cán sự Đảng, Phó Bí thư Đảng ủy, Phó Chánh án Toà án Nhân dân tối cao.
Ông còn đảm nhận các chức vụ Ủy viên Ban thường vụ, Trưởng ban Ban dân vận Đảng ủy, Thành viên Hội đồng khoa học Tòa án nhân dân tối cao.
Tháng 9 năm 2016, Tống Anh Hào là Phó Chánh án Tòa án nhân dân tối cao.
Tháng 7 năm 2017, Tống Anh Hào là nguyên Phó Chánh án Tòa án nhân dân tối cao.
Tháng 2 năm 2018, Tống Anh Hào là Thẩm phán Tòa án nhân dân tối cao, nguyên Phó Chánh án Tòa án nhân dân tối cao.